# Carex panormitana
La carice palermitana (Carex panormitana Guss.) è una pianta della famiglia delle Cyperaceae, diffusa in Sardegna, Sicilia e Tunisia.

## Descrizione
È una pianta acquatica geofita rizomatosa, stolonifera, con fusti alti 30–60 cm, a sezione triangolare, avvolti da guaine bruno-scure e lucide.

Le foglie, larghe 4–5 mm e lunghe 20–30 cm, avvolgono il fusto a mo' di guaina.
 
L'infiorescenza è composta da 5-7 spighe, lunghe 3–7 cm.

## Distribuzione e habitat
Questa specie ha un areale frammentato, limitato ad alcune aree fluviali della Sardegna, della Sicilia e della Tunisia.

In Sicilia l'unica popolazione nota, che conta circa una cinquantina di esemplari, si trova in ambiente rupestre ombreggiato, ai margini del fiume Oreto (località Ponte delle Grazie), a quote comprese tra 50 e 90 m s.l.m. Le popolazioni sarde, più cospicue, si trovano sulle rive di diversi corsi d'acqua a carattere torrentizio, in ambienti aperti e soleggiati; sono note stazioni nel Sarrabus (Rio Picocca e Rio Flumendosa), nel Golfo di Orosei (Rio Codula di Luna) e nel Sassarese (località Scala di Giocca).
Si trova prevalentemente in prossimità delle foci, su substrati di natura alluvionale, sabbioso-argillosa, limoso-argillosa od arenacea.

## Conservazione
La Lista rossa della flora italiana, considerando la ristrettezza dell'areale e la esiguità delle popolazioni esistenti in Italia, classifica C. panormitana come specie a rischio di estinzione locale (Endangered).